# Goniodoma limoniella
Goniodoma limoniella (лат.) — вид молевидных бабочек-чехлоносок (Coleophoridae).
Эндемик Западной Палеарктики.

## Распространение
Встречается в Западной Европе (прибрежные солончаковые биотопы в таких странах как Великобритания, Нидерланды, Бельгия и Франция) и Средиземноморский регион (включая побережье Туниса).

## Описание
Мелкая молевидная бабочка. Размах крыльев около 1 см. Взрослые особи летают с июля по август.
Яйца откладывают на цветки Limonium vulgare, и гусеницы питаются их семенами. Из иссеченной чашечки строят футляр (чехол). Взрослые личинки внедряются в стебель растения-хозяина и там зимуют. Гусениц можно встретить с сентября по май.